# Мантія (одяг)

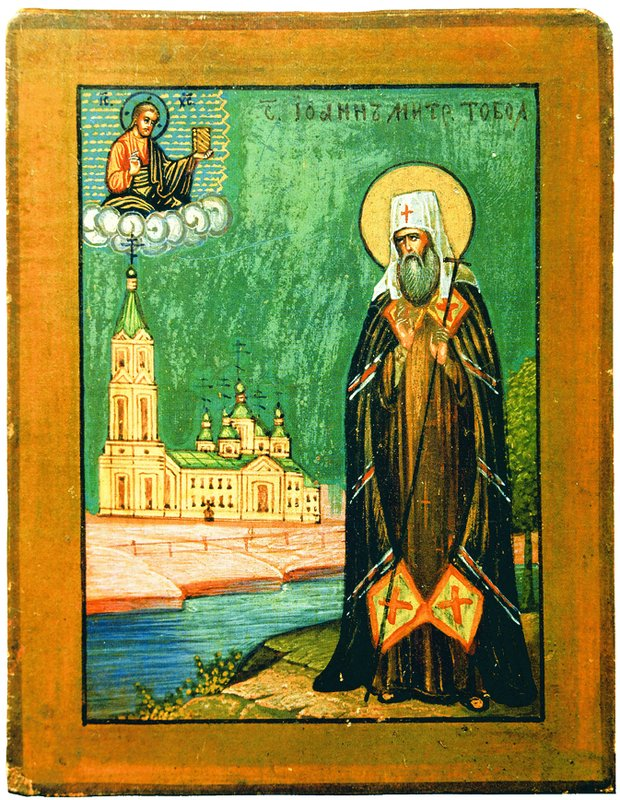
Святитель Іоан Тобольський в мантії

Мантія (від грец. μανδύη — «вовняний плащ») — частина урочистого облачення монархів, служителів церкви, деяких категорій чиновників (зокрема, суддів), а також вчених і викладачів.

## Сутана чернецтва
В православ'ї мантія є верхньою одежею для всього чернецтва які мають церковний сан (архієреїв, архімандритів, ієросхимонахів та ін.), так і простих ченців (не нижче малосхимників).
Являє собою довгу, до землі накидку без рукавів з застібкою на комірі, в архімандритів і архієреїв — зі шлейфом, (в архієреїв шлейф довше), що покриває підрясник та рясу. Виникла як чернеча сутана у IV–V ст. Згодом, коли встановилася практика обирати архієреїв із чернечого духовенства, мантія стала також архієрейським одягом.
Мантія символізує відчуженість ченців від світу, а також всепокриваючу силу Божу.

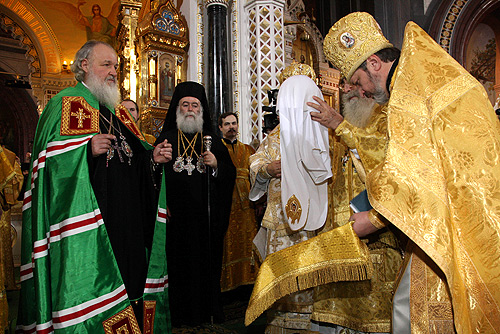
Патріарх Кирило в зеленій мантії

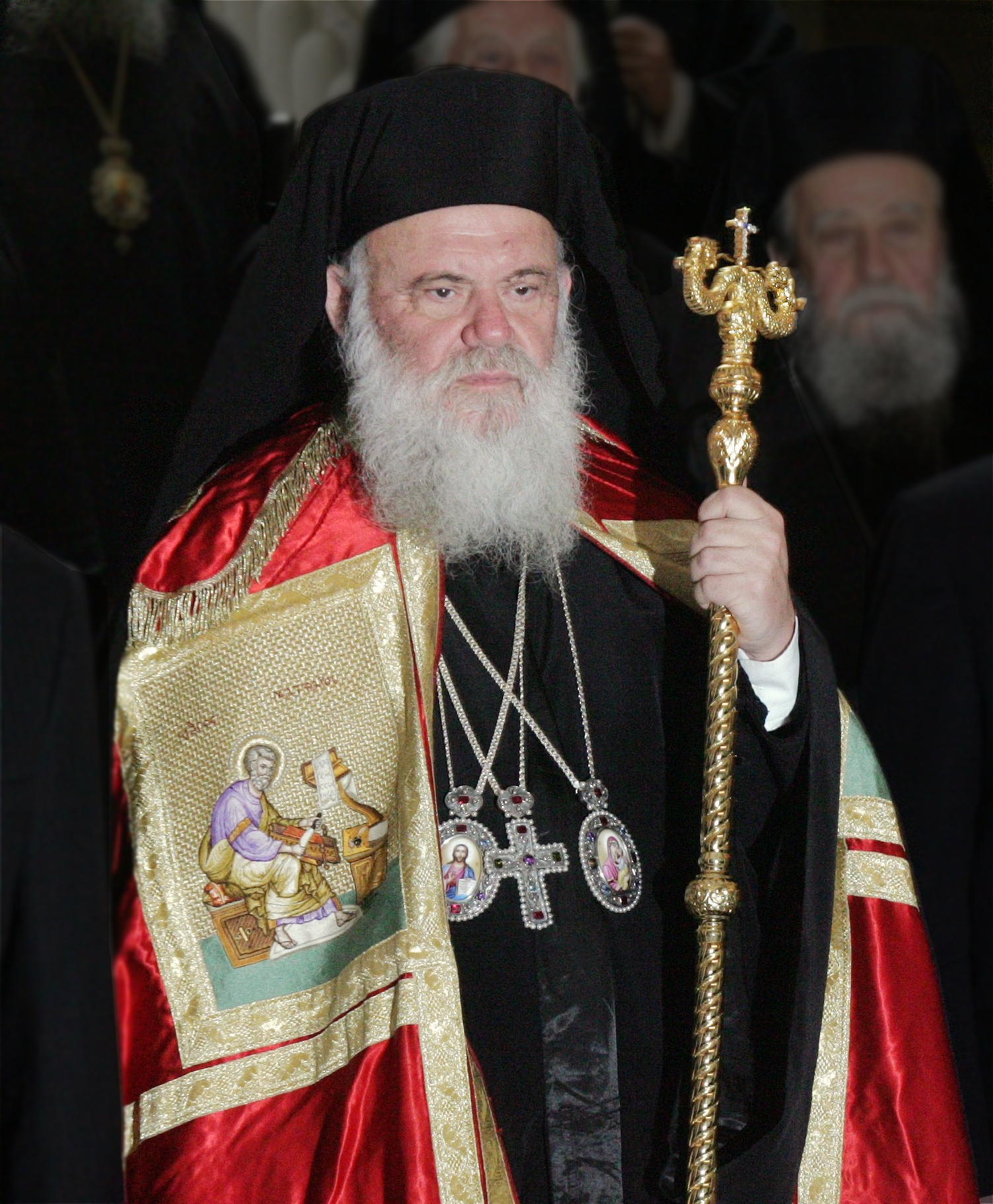
Архієпископ Афінський Ієронім II у багряній мантії

У слов'янській традиції (в Російській, Сербській, Болгарській і Польській православних церквах, а також у православних церквах Америки та Чеських земель і Словаччини) мантія патріарха зазвичай зелена, митрополита — блакитна або синя, архієпископа і єпископа — фіолетова. Під час Великого посту одягається така ж мантія, тільки чорна (незалежно від архієрейського сану). У Православній церкві України в цілому така сама система, з тією особливістю, що предстоятель, Митрополит Київський і всієї України, має багряно-червону мантію, а почесний патріарх — блакитну, нарівні з митрополитами. У грецькій традиції, а також у Грузинській, Румунській та Албанській православних церквах усі архієрейські мантії — яскраво-червоного, блакитного або пурпурового кольору, незалежно від титулу архієрея (будь він патріархом, архієпископом, митрополитом або єпископом). Те саме стосується Мелькітської греко-католицької церкви.
Крім того, мантія єпископа, як і мантія архімандрита, має так звані скрижалі. Скрижалі — це чотирикутні плати, що розміщуються на верхній частині мантії з зображенням хрестів або серафимів, і з ініціалами архієрея або архімандрита — на нижній. Скрижалі на мантії означають, що єпископ, керуючи церквою, повинен керуватися заповідями Божими. На мантію архієрея нашивається зверху в три ряди стрічки з іншої тканини (у слов'янській традиції — біло-червоно-білі, а у грецькій — золоті), так звані «джерела» або «струмені». Вони символічно зображають вчення, що витікає зі Старого та Нового Завітів, проповідувати яке — обов'язок єпископа. Мантія надівається архієреєм при вході в храм, на литію, молебні, а також під час урочистих процесій і церемоній.
Чернеча мантія (ігуменів, а також ієромонаха, ієродиякона), звана «палієм» в основному, чорна. Мантія в архімандритів чорна, як у всіх інших монахів. Має сорок складок, за кількістю днів посту Господнього, символізуючи пісне життя ченця. У чинопослідуванні постригу мантія називається одягом нетління і чистоти. У давнину для келійного користування застосовувалася напівмантія (до пояса), яку ще можна в деяких монастирях зустріти й зараз.
У старообрядців мирянин, що надів мантію навіть жартома, вважався вже пострижений в ченці.
|                         |                           |                        |                    |
| Патріарх (слов'янський) | Митрополит (слов'янський) | Єпископ (слов'янський) | Єпископ (грецький) |